# Saint-Quentin-le-Verger
Saint-Quentin-le-Verger is een gemeente in het Franse departement Marne (regio Grand Est) en telt 114 inwoners (1999). De plaats maakt deel uit van het arrondissement Épernay.

## Geografie
De oppervlakte van Saint-Quentin-le-Verger bedraagt 10,4 km², de bevolkingsdichtheid is 11,0 inwoners per km².
De onderstaande kaart toont de ligging van Saint-Quentin-le-Verger met de belangrijkste infrastructuur en aangrenzende gemeenten.

## Demografie
Onderstaande figuur toont het verloop van het inwonertal (bron: INSEE-tellingen).